# Grez-en-Bouère
 Grez-en-Bouère  es una población y comuna francesa, en la región de Países del Loira, departamento de Mayenne, en el distrito de Château-Gontier y cantón de Grez-en-Bouère.

## Demografía
| 1113 | 1093 | 1078 | 976 | 887 | 922 |
| Para los censos de 1962 a 1999 la población legal corresponde a la población sin duplicidades (Fuente: INSEE [Consultar]) |      |      |     |     |     |